# Georges Hugnet
Georges Hugnet (* 11. Juli 1906 in Paris; † 26. Juni 1974 in Saint-Martin de Ré) war ein französischer Dichter, Schriftsteller, Dramatiker, Illustrator und Filmemacher.

## Leben
Georges Hugnet verbrachte den größten Teil seiner Kindheit in Buenos Aires, Argentinien. 1913 kehrte er nach Paris zurück. 1920 war das entscheidende Jahr seiner Karriere. Durch Marcel Jouhandeau, der im selben Gebäude am Boulevard de Grenelle in Paris wohnte, wurden seine ersten Gedichte Max Jacob vorgelegt. Jacob wurde sein Mentor, und durch ihn bekam er auch die Kontakte und Zugang zu der Pariser Kunstszene. Während dieser Zeit freundete sich Hugnet mit einer Reihe einflussreicher Künstler des frühen 20. Jahrhunderts an, wie Joan Miró, Marcel Duchamp, Pablo Picasso, Tristan Tzara, Man Ray und Jean Cocteau.
Hugnet kam 1926 in Kontakt mit den Surrealisten, nahm an vielen ihrer Aktivitäten teil, dichtete, schuf Collagen, schrieb Bücher und gestaltete Bucheinbände für surrealistische Publikationen, auch in Zusammenarbeit mit seinem Freund Joan Miró.
1929 erfolgte die Präsentation seines Filmes La Perle im Studio Ursulines in Paris.
In den 1930er Jahren war Hugnet Mitglied der surrealistischen Bewegung. André Breton hatte sich nach der Lektüre von Hugnets Artikel Spirit of Dada in Painting für ihn interessiert; Tristan Tzara machte sie miteinander bekannt. 1936 war Hugnet an der Organisation der International Surrealist Exhibition in den New Burlington Galleries in London beteiligt. 1939 wurde er aus der Bewegung ausgeschlossen, da er seine Freundschaft mit dem in Ungnade gefallenen Dichter Paul Éluard nicht aufgeben wollte.
Im Jahr 1940 heiratete Hugnet seine erste Frau, Germaine Pied; diese Ehe dauerte zehn Jahre und blieb kinderlos. 1950 heiratete Hugnet die siebzehnjährige Myrtille Hubert. Im folgenden Jahr wurde sein Sohn Nicolas Hugnet geboren.
Mit Unterstützung seines Vaters – ein französischer Möbelhersteller – gründete Hugnet einen Verlag, Les Editions de la Montagne, um seine Werke und die seiner Freunde, darunter Tristan Tzara, Pierre de Massot und Gertrude Stein, zu veröffentlichen.
Hugnet schrieb und übersetzte zahlreiche Drehbücher und schuf Buchillustrationen bis zu seinem Tod im Jahr 1974.

## Werke und Publikationen
- 1928. 40 poésies de Stanislas Boutemer. Éditions Théophile Briant, Paris. Illustration von Max Jacob.
- 1930. Le Droit de varech précédé par Le Muet ou les secrets de la vie. Éditions de la Montagne, Paris.
- 1932. Ombres portées. Éditions de la Montagne. Paris.
- 1932. L’Apocalypse. Édition Jeanne Bucher. Paris.
- 1933. La Belle en dormant. Éditions des Cahiers Libres. Paris.
- 1933. Before the Flowers of Friendship. Plain Edition. Paris.
- 1933. Enfances. Éditions des Cahiers d’Art. Paris. Illustration von Joan Miró.
- 1934. Petite Anthologie poétique du Surréalisme. Éditions Jeanne Bucher. Paris.
- 1934. Onan. Éditions surréalistes. Jose Corti. Paris. Illustration von Salvador Dalí.[3]
- 1936. La Septième face du de. Éditions Jeanne Bucher. Paris. Couverture de Marcel Duchamp.
- 1936. Dada and Surrealism. Bulletin of the Museum of Modern Art, New York.
- 1936. La Hampe de l’imaginaire. Édition G.L.M. Paris. Illustration von Oscar Dominguez.
- 1937. La Chevelure. Édition Sagesse. Paris. Frontispice de Yves Tanguy.
- 1937. L’Apocalypse. Éditions G.L.M. Paris.
- 1938. Une Écriture lisible. Éditions des Chroniques du Jour. Paris. Illustration von Kurt Seligman.
- 1938. Œillades ciselées en branches. Éditions Jeanne Bucher. Paris. Illustration von Hans Bellmer.
- 1940. Non Vouloir. s.n. Paris. Illustration von Joan Miro.
- 1941. Marcel Duchamp. s.n. Paris. Illustration Marcel Duchamp.
- 1941. Pablo Picasso. s.n. Paris. Illustration von Pablo Picasso.
- 1941. Aux dépens des mots. Éditions Merry Christmas. Paris.
- 1942. La Femme facile. Éditions Jeanne Bucher. Paris. Illustrationen von Henri Goetz und Christine Boumeester.
- 1942. Non Vouloir. Éditions Jeanne Bucher. Paris. Illustrationen von Pablo Picasso.
- 1943. La Sphère de sable. Éditions Robert Godet. Paris. Illustrationen von Hans Arp.
- 1943. Le Feu au cul. Éditions Robert Godet. Paris. Illustrationen von Óscar Domínguez.
- 1943. La Chèvre-feuille. Éditions Robert Godet. Paris. Illustrationen von Pablo Picasso.
- 1945. Le Buveur de rosée. Éditions Fontaine. Paris.
- 1946. Oiseaux ne copiez personne. s.n. Paris. Eaux-fortes de André Bea.
- 1946. Tout beau mon cœur. Éditions Seghers. Paris.
- 1949. Adieu Doris. Éditions Theophile Briant. Paris.
- 1952. Les Revenants futurs. s.n. Paris. Eaux-fortes de Jean-Paul Vroom.
- 1952. Tout beau mon cœur. Seghers. Paris. Lithographies de Georges Hugnet.
- 1952. La Nappe du Catalan. Poèmes de Jean Cocteau et de Georges Hugnet. s.n. Paris. Illustrationen von Jean Cocteau und Georges Hugnet.
- 1954. Ici la voix suivi de Les Revenants futurs. Seghers. Illustrationen von Pablo Picasso.
- 1957. L’Aventure Dada. 1916–1922. Galerie de l’Institut. Paris. Introduction de Tristan Tzara.

- 1961. Dada - made de Man Ray.
- 1961. Chez l’auteur. Paris. Illustrationen von Georges Hugnet.

- 1963. Variations sur les mêmes mots. Galerie de Marignan. Paris. All’Insegna del Pesce d’Oro. Milan. Illustration Orfeo Tamburi.
- 1963. Paris – Métro. Galerie de Marignan. Paris. Galleria Dantesca. Turin. Illustration Orfeo Tamburi.
- 1963. Parigi. Il Bisonte. Edizioni d’Arte. Firenze. Illustrationen von Orfeo Tamburi.
- 1964. La Morale a Nicolas. All’Insegna del Pesce d’Oro. Milan. Illustration Orfeo Tamburi.
- 1964. Huit jours à Trebaumec. Journal de vacances orné de 82 photo-montages de Georges Hugnet. Editions Mercher. Paris.
- 1964. Elle ou le semainier du plaisir. La Pergola. Edizioni d’Arte. Pesare. Milan. Illustration von Orfeo Tamburi.
- 1970. Le Buveur de rosée. Alessandro Corubolo et Gino Castiglioni. Verone. Illustration Orfeo Tamburi.
- 1970. Fiori. La Pergola. Edizioni d’Arte.Pesare. Milan. Illustration Orfeo Tamburi.
- 1971. L’Aventure Dada. Seghers. Paris.
- 1972. Per conoscere l’avventura Dada. Arnoldo Mondadori Editore. Milan. Edition italienne de L’Aventure Dada.
- 1972. Pleins et déliés. souvenirs et temoignages (1926–1972). Editions Guy Authier. Paris.
- 1973. La Aventura Dada. Jucar. Madrid. Edition espagnole de L’Aventure Dada.

Übersetzungen
- 1929. Gertrude Stein. Morceaux choisis de la fabrication des américains. Éditions de la Montagne. Paris.
- 1930. Gertrude Stein. Dix portraits. Éditions de la Montagne. Paris. Übersetzung von Georges Hugnet und Virgil Thomson.

Zeitschriften
- 1939. L’Usage de la Parole. Revue paraissant tous les deux mois sous la direction de Georges Hugnet. Éditions des Cahiers d’Art. Paris. In 3 Ausgaben:
  - n° 1. Dezember 1939. Couverture illustrée par Man Ray.
  - n° 2. Februar 1940. Couverture illustrée par Max Ernst.
  - n° 3. April 1940. Couverture illustrée par Joan Miró.

## Postum
- 1976. Dictionnaire du Dadaisme. Éditions Jean-Claude Simoen. Paris. (Georges Hugnet schrieb dieses Werk zum Dadaismus in den Jahren 1916 bis 1922)

## Filmografie
La Perle Film über Henri d’Arche, Comte d’Ursel; Drehbuch: George Hugnet, Erstaufführung 6. Juni 1929.

## Ausstellung
- 2011/2012: Georges Hugnet: La Vie Amoureuse des Spumifères. Ubu Gallery, Manhattan, New York City mit Katalog[4]